# 21 Century Exposition
La 21 Century Exposition, oficialmente Exposición General de segunda categoría de Seattle, de 1962 fue regulada por la Oficina Internacional de Exposiciones del 21 de abril al 21 de octubre de dicho año en la ciudad estadounidense de Seattle.
Casi 10 millones de personas visitaron la muestra. Al contrario que otras exposiciones de su época, la 21 Century Exposition alcanzó un superávit.

## Historia
Albergar una exposición mundial ha estado en la mente de funcionarios y empresarios de Seattle por varios años. La exposición fue idea del concejal Al Rochester, quien había trabajado en la exposición Alaska-Yukón-Pacífico de 1909.
Concebida en 1955 para ser realizada en 1959 (conmemorando los 50 años de la exposición Alaska-Yukón-Pacífico), originalmente estaba pensada para ser un "festival del oeste". Sin embargo, se determinó que la exposición no podría realizarse en el año previsto. La naciente carrera espacial le dio un nuevo impulso a la exposición, la cual fue planificada para realizarse en 1962.
Aprobada por el BIE en junio de 1960, la exposición fue inaugurada el 21 de abril de 1962. Cuando la exposición fue clausurada el 21 de octubre del mismo año, 9,6 millones de personas la habían visitado.

## El recinto

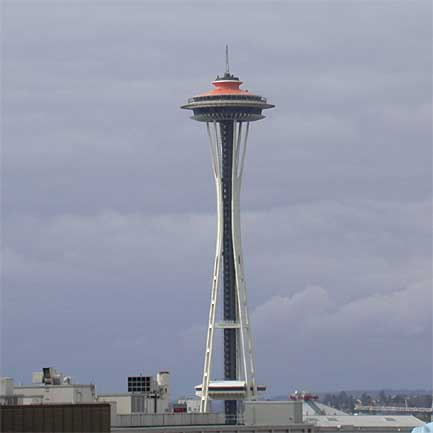
Space Needle, símbolo de la exposición

La exposición tuvo por tema "El hombre en la era espacial". Con ese tema se pretendía enfatizar las contribuciones de la ciencia al estilo de vida estadounidense, al mismo tiempo que se intentó reducir el impacto de los primeros éxitos del programa espacial soviético.
La exposición estuvo dividida en 5 grandes zonas temáticas:
- Mundo de la ciencia: como su nombre lo indica, contenía exhibiciones científicas.
- Mundo del mañana: Esta zona de la exposición permitía a los visitantes dar un vistazo a los adelantos técnicos de naturaleza futurista.
- Mundo del comercio y la industria: Es aquí donde se ubicaban los pabellones internacionales y los pabellones de las empresas estadounidenses. Entre los países con presencia en la exposición estuvieron Canadá, India, Japón, China (Taiwán), Suecia, Francia y la República Árabe Unida.
- Mundo del arte: Contó con obras de artistas como Miguel Ángel, Renoir y Rembrandt (prestadas de 61 museos de todo el mundo). También se mostró arte de los indígenas del Pacífico Noroeste.
- Mundo del entretenimiento: Entre las atracciones presentadas en esta zona estuvieron números musicales, ballet y peleas de boxeo.[8]

También hubo una sección de entretenimiento para adultos llamada Show Street, así como una zona de atracciones mecánicas llamada Gayway. El símbolo de la exposición fue el Space Needle (Aguja espacial), el cual tenía un restaurante giratorio y una cubierta de observación, la cual ofrecía vistas panorámicas.

## Información adicional
Como estaba planeado, la exposición dejó a su paso un parque de atracciones y numerosos edificios públicos; además, el dinero conseguido se utilizó para revitalizar la economía de la ciudad. El lugar, ligeramente expandido desde la feria, recibe el nombre actualmente de Seattle Center. Un notable edificio del Seattle Center es el Experience Music Project.
La exposición fue el escenario de la película de Elvis Presley It Happened at the World's Fair , de 1963.